# Langerbrugge
Langerbrugge is een plaats in de Gentse kanaalzone in België. Langerbrugge vormt samen met Kerkbrugge, waarmee het aaneengegroeid is, de woonkern Kerkbrugge-Langerbrugge die deel uitmaakt van de gemeente Evergem. Langerbrugge ligt aan de westelijke zijde van het kanaal Gent-Terneuzen.

## Geschiedenis
De naam Langerbrugge komt van de naam van een brug (Ponto longo) die in 1235 over de Schipgracht aangelegd was. Deze werd door de Sint-Baafsabdij aangelegd om hun domeinen "Sloten" en "Marca" te verbinden. 
De bouw van de elektriciteitscentrale Centrales Electriques des Flandres in 1913 hielp de industriële revolutie in Langerbrugge op gang en stimuleerde de industrie in de kanaalzone aldaar.

## Bezienswaardigheden
- De Goddelijke Voorzienigheidkerk
- Tuinwijk Herryville
- Centrale Langerbrugge (grondgebied Gent)
- Kasteel ten Boekel
- Kasteel Heylweghen

## Natuur en landschap
Langerbrugge ligt aan het Kanaal Gent-Terneuzen en ter hoogte van Langerbrugge mondt ook de Ringvaart in dit kanaal uit. Deze loopt hier parallel aan de Nieuwe Kale.
De hoogte bedraagt ongeveer 8 meter, maar de omgeving is sterk geïndustrialiseerd, mede door de nabijheid van de Haven van Gent. Ook is Langerbrugge vastgebouwd aan de kern van Evergem.

## Verkeer en vervoer
Er is een spoorwegstation, aan de spoorlijn 55. De lijn is niet meer in gebruik voor personenvervoer; op de spoorlijn rijden enkel goederentreinen. Het station is sinds 2004 beschermd omwille van zijn industrieel-archeologische en historische waarde.

### Veer van Langerbrugge
Een gratis veerdienst verzorgt de verbinding tussen Langerbrugge en Oostakker over het kanaal Gent-Terneuzen. Het vervangt de in 1792 gebouwde stenen brug, die bij de verbreding van het kanaal werd afgebroken. Het veer is toegankelijk voor voetgangers, fietsers, en voertuigen met een maximum totaal gewicht van 20 ton en een maximale lengte van 20 m. Het is alle dagen in bedrijf van 4u30 tot 23u20.

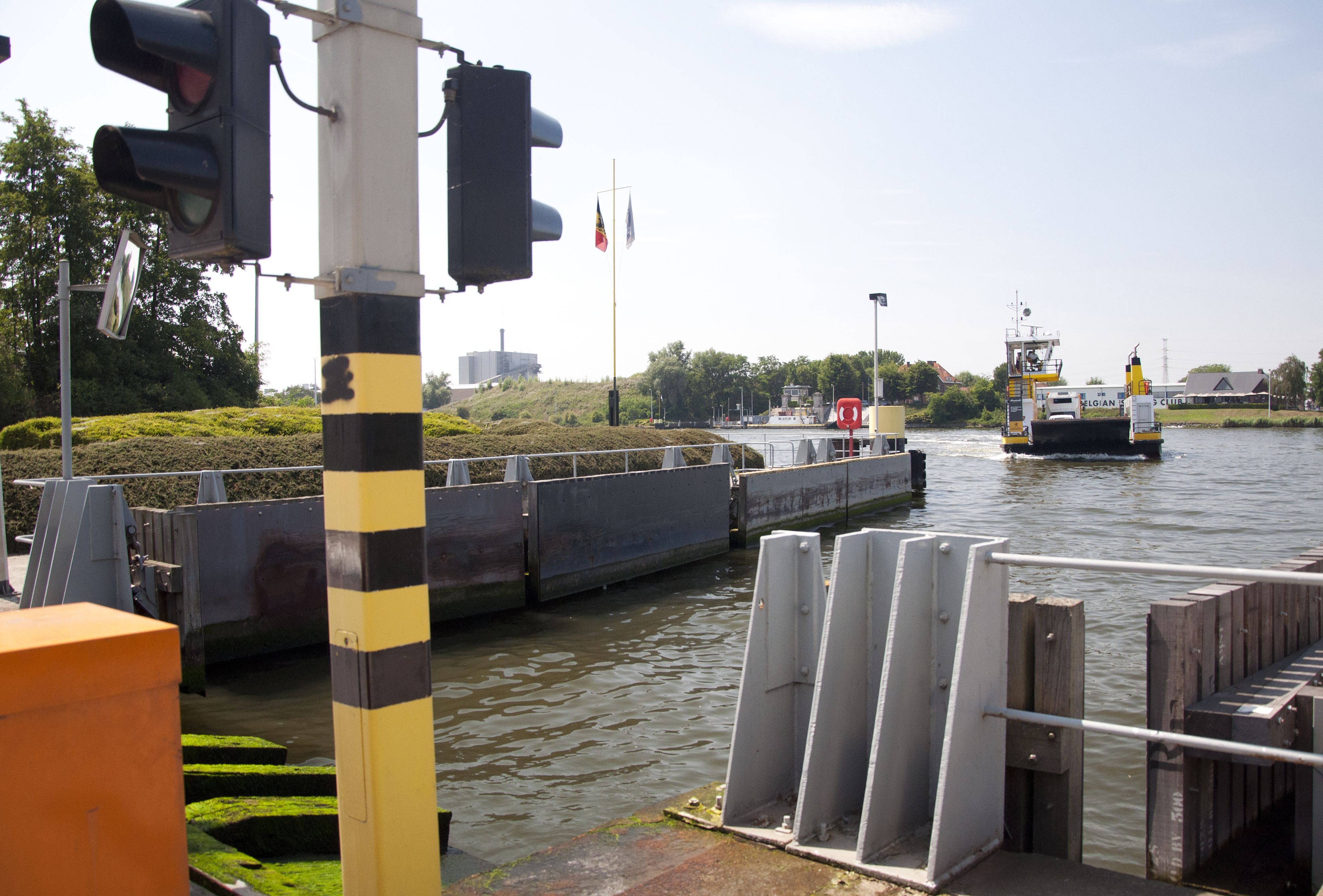
Het veer vanaf Oostakker
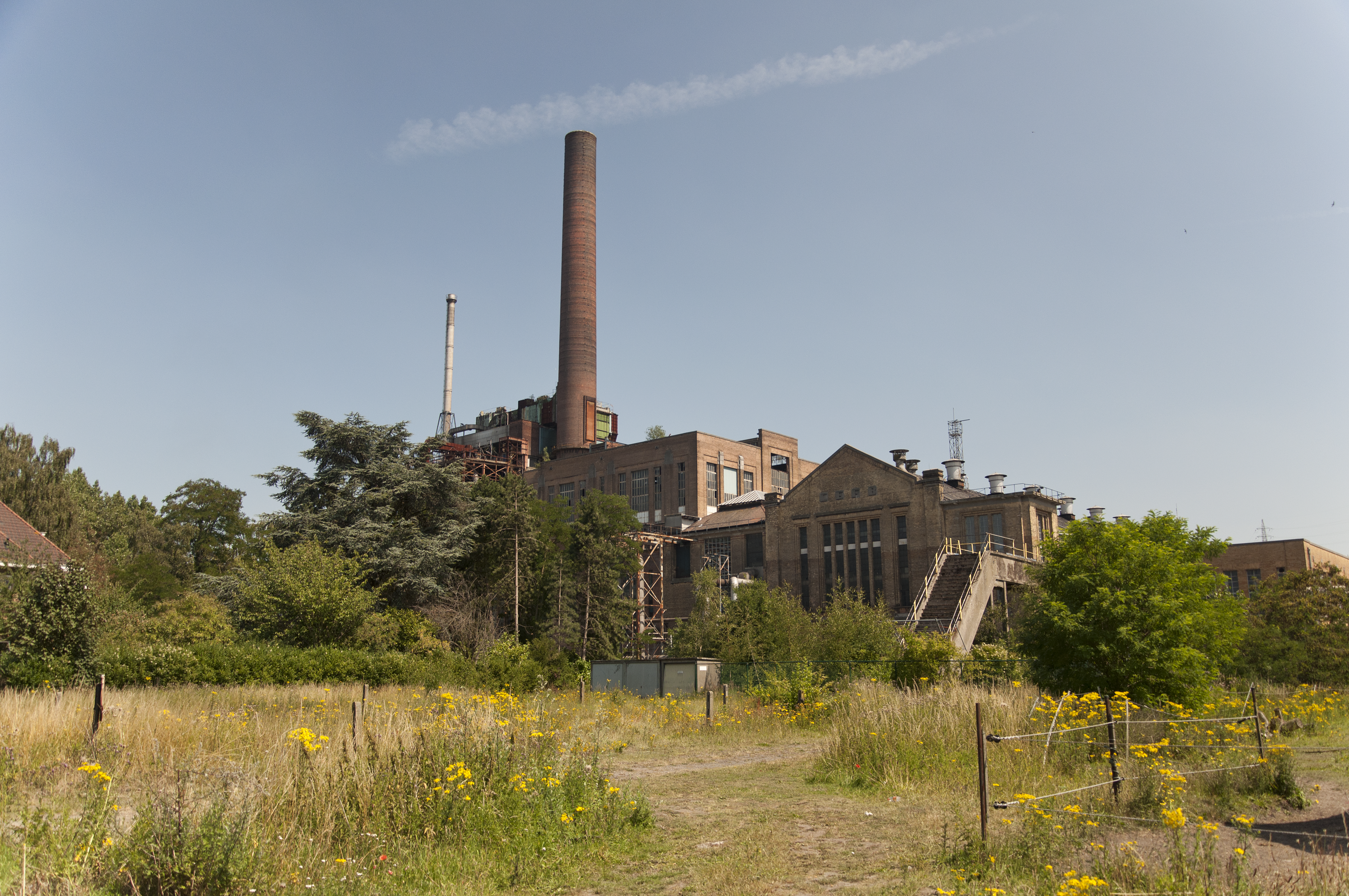
De elektriciteitscentrale
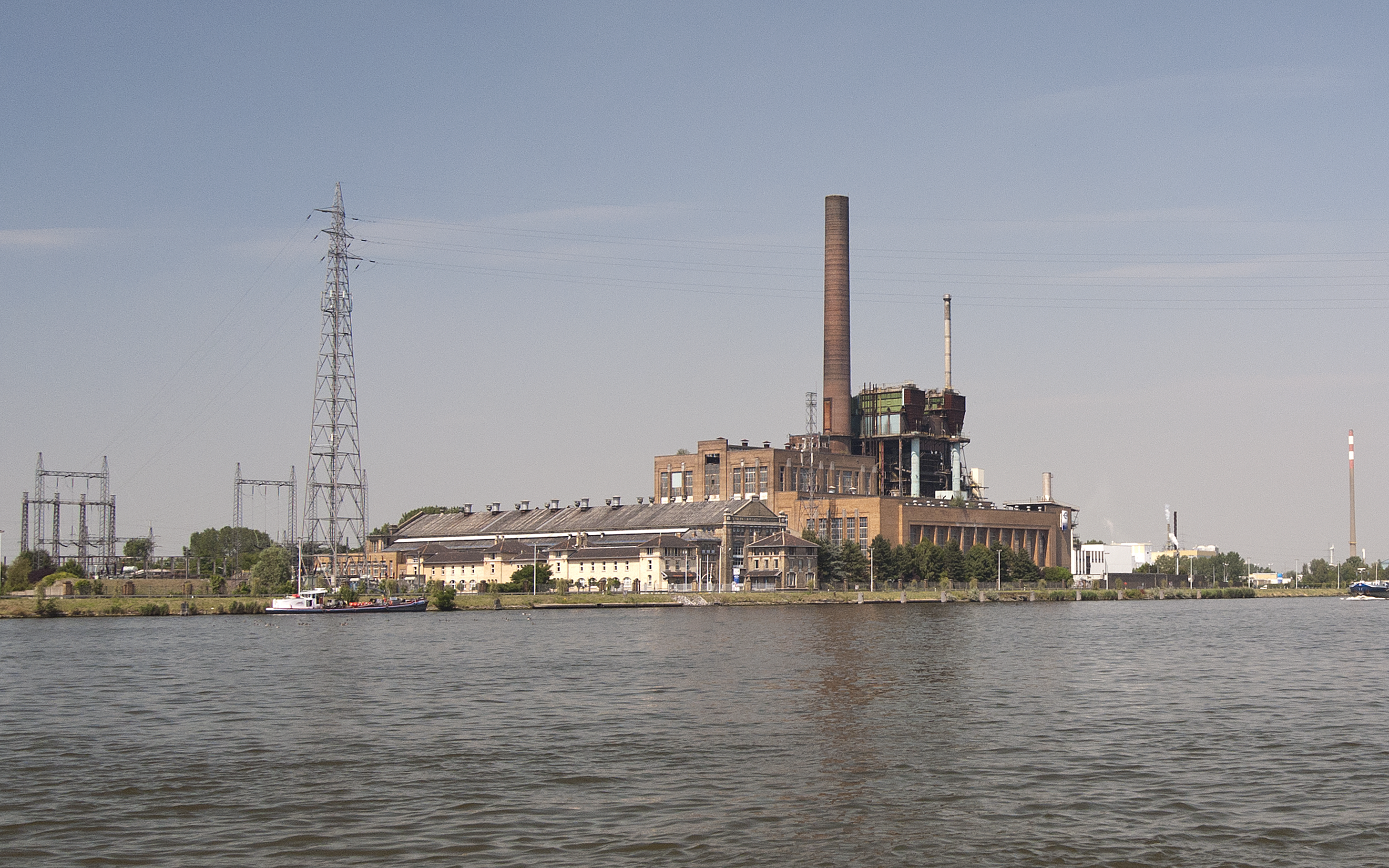
De elektriciteitscentrale langs het kanaal

## Nabijgelegen kernen
Oostakker (veer), Wondelgem, Evergem, Doornzele

## Afkomstig uit Langerbrugge
- Ignace Peckstadt